# L'Hôtel de la plage
Pour la série télévisée de 2014, voir Hôtel de la plage.
Pour plus de détails, voir Fiche technique et Distribution.
L'Hôtel de la plage est un film français réalisé par Michel Lang, sorti en 1978.

## Synopsis
Août en Bretagne, nouveaux clients et habitués se retrouvent dans un hôtel. Les hommes planifient les infidélités, leurs épouses aussi. Amours adolescentes et jeux d'enfants. Lucien drague Aline et Euloge, la serveuse Yveline.
Maris, femmes et enfants s'amusent. La patronne a un soupirant inattendu. L'innocence et les virginités se perdent.

## Fiche technique
- Titre : L'Hôtel de la plage
- Réalisation : Michel Lang
- Scénario : Michel Lang
- Décors : Enrique Sonois
- Photographie : Daniel Gaudry
- Montage : Hélène Plemiannikov
- Musique : Mort Shuman
- Production : Alain Poiré
- Société de production : Productions 2000, Gaumont
- Société de distribution : Gaumont
- Pays :  France
- Langue : français
- Genre : comédie
- Durée : 110 minutes
- Format : couleur (Eastmancolor) - Panavision 1.66 - son mono
- Lieux de tournage : Grand Hôtel des Bains à Locquirec ; Voisins-le-Bretonneux
- Date de sortie : France : 11 janvier 1978

## Distribution
- Sophie Barjac : Catherine Guedel
- Myriam Boyer : Aline Dandrel
- Daniel Ceccaldi : Euloge St. Prix
- Michèle Grellier : Marie-Laure Delambre
- Bruno Guillain : Cyril
- Francis Lemaire : Lucien Vermaelen
- Robert Lombard : Guedel
- Bruno Du Louvat / Bruno de Stabenrath : Antoine
- Guy Marchand : Hubert Delambre
- Jean-Paul Muel : Paul Dandrel
- Anne Parillaud : Estelle Delambre
- Michel Robin : Léonce
- Martine Sarcey : Élisabeth Rouvier
- Bernard Soufflet : Bertrand
- Rosine Cadoret : Cécile St. Prix
- Anna Gaël : Brenda
- Blanche Ravalec : Yveline
- Germaine Delbat : la mère de Léonce
- Madeleine Bouchez : belle-maman Dandrel
- Marcelle-Jeanne Bretonnière : Odette Vermaelen
- Hélène Batteux : Madame Guedel
- Valérie Boisgel : la mère de Rose-Annie
- Marilyne Canto : Juliette Guedel
- Marie-Laure Bunel : Claudie
- G. G. Junior : Jean-Pierre
- Denis Lefèbvre : Stéphane
- Philippe Ruggieri : Pierre-Alain
- Dominique Michielini
- Geoffroy Carey : Dave
- Arch Taylor : le compagnon de Brenda
- Fenella Maguire : l'Anglaise du train
- Roger Trapp : Monsieur télégramme
- Jacques Bouanich : le présentateur de chansons
- Jean Texier : l'athlète
- Cathy Amaizo : une chanteuse
- Vicky Fury : une chanteuse
- Didier Savary : le chanteur
- Malène Sveinbjornsson : Charlotte
- Lionel Melet : Jean-François
- Thomas Sussfeld : Doudou
- Jean Le Hir : le loueur de bateaux
- Pascal Beguet : Sébastien
- Olivier Jurion : le premier jumeau
- Benoît Jurion : le second jumeau
- Martine Desroches : Caroline Dandrel
- Gérard Darman

## Production

### Tournage
Le tournage a débuté fin juillet 1977.
Le film a été tourné en partie au Grand Hôtel des Bains de Locquirec, dans le Finistère.

## Bande originale
- Le Père de James Dean par Eddy Mitchell
- Hôtel de la plage par Sheila (générique de début)
- Un été de porcelaine par Sophie Barjac
- Un été de porcelaine par Mort Shuman (paroles de Michel Lang, musique de Mort Shuman[1].)
- Redoutable par Hugues Aufray
- So Hard to Forget par Richard Anthony
- J'te vois plus par Alain Souchon

## Accueil

### Box-office
- En 1978, L'Hôtel de la plage se place 10e de l'année au Box-office avec 2 771 917 entrées.

## Sortie vidéo
L'Hôtel de la plage sort en Blu-ray le 2 septembre 2020 édité par Gaumont, avec en complément le documentaire Souvenirs de Locquirec avec des témoignages de Michel Lang et Sophie Barjac.